# Geoffrey Massa
Geofrey Massa n. 19 de febrero de 1986) es un futbolista ugandés que juega como delantero del Itesalat de la Segunda División de Egipto y la selección de fútbol de Uganda.

## Carrera en Clubes
Nacido en Jinja, Massa inició su carrera en el 2004 para el Police FC de la Superliga de Uganda antes de pasar al club egipcio Al-Masry en el 2005. Jugó 3 años en Egipto y luego pasó, en el 2008, al equipo sudafricano  Jomo Cosmos, jugando 14 partidos y anotando 1 gol para este equipo. Al año siguiente, el 2009, regresó a Egipto para jugar en el Itesalat.

## Carrera internacional
Massa ha jugado en varias oportunidades para la selección de fútbol de Uganda, siendo su primera partido en ella en el 2005. Se esperaba que jugase para su seleccionado patrio en la Copa Africana del 2008, pero el club Egipcio para el cual jugaba le negó tal posibilidad.

## Clubes
| Club          | País      | Año       |
| ------------- | --------- | --------- |
| Police FC     | Uganda    | 2004-2005 |
| Al-Masry      | Egipto    | 2005-2007 |
| El Shams Club | Egipto    | 2007-2008 |
| Jomo Cosmos   | Sudáfrica | 2008-2009 |
| Itesalat      | Egipto    | 2009 -    |